# Felipe del Campo
Felipe del Campo Pardo (Madrid, España, 19 de enero de 1976) es un periodista deportivo español. 

## Trayectoria
Es licenciado en Periodismo por la Universidad Carlos III de Madrid y diplomado en Ciencias Políticas por la Universidad Complutense de Madrid.
Comenzó finales de los noventa en las emisoras madrileñas de Radio Inter y Radio España. Luego hizo narraciones en televisión de pago (Vía Digital) en el canal Fútbol Total y la redacción de fin de semana en Antena 3. Pasó a deportes de La Razón, Agencia EFE y Mediapro, donde ya colaboraba desde el año 2000. 
Formó parte del equipo fundador de La Sexta en 2006, conde digirió Minuto y resultado. En 2010 pasó a dirigir el canal Marca TV, que arrancó con su primera emisión el 28 de agosto con el Mundial de Baloncesto de 2010.
En Marca TV participó en Futboleros, trabajó en el programa Tiki-Taka de Cuatro y durante el Mundial de Fútbol de 2010 en Directo Gol Mundial, programa de Gol Televisión.Tuvo que dejar Marca TV al terminar su emisión el 31 de julio de 2013. A partir de agosto de 2014 formó parte del programa La goleada, producido por la compañía Mediapro, hasta su conclusión en 2015. Los presentadores del espacio fueron Enrique Marqués y el propio Felipe.  
El 1 de junio de 2016 nace de nuevo Gol TV, a partir de ese momento en abierto, con Felipe del Campo como presentador de Directo GOL, un programa de resúmenes de los partidos de cada jornada y de tertulia deportiva que cuenta con exfutbolistas como Andrés Palop o Julen Guerrero.
En 2016 colaboró en un capítulo de la serie de TVE, Olmos y Robles, en el que desapareció un futbolista famoso y Felipe del Campo presta declaración para dar información sobre él.
Durante el verano de 2017 presenta también de vez en cuando El golazo de Gol y en 2018 vuelve a formar parte de la cobertura informativa en una Copa del Mundo al presentar Directo Gol directos al Mundial, que repasaba a diario la actualidad de la Copa Mundial de Fútbol de 2018.
Dos meses después del arranque de Directo GOL ya iguala los datos de la competencia. Se convierte desde 2017 en el programa más visto de la noche deportiva el fin de semana. La temporada 2021/2022 es su mejor temporada hasta el momento rozando el 2% de share de media en el prime time de sábado y domingo.  En enero de 2019, dirige y presenta El golazo de la mañana, el primer magazine matinal de la historia de la televisión deportiva. Sus audiencias muy por encima de la media de la cadena, alcanzan el 1,6% de share y 110.000 espectadores de promedio. En febrero de 2020, debido a las medidas sanitarias derivadas del COVID, es absorbido por el Golazo de GOL. 
Desde agosto de 2021 presenta los lunes por la noche, El gran debate de Directo GOL, que se emite nada más terminar el partido en abierto de Primera y Segunda División. El programa promedia un 1,4% de share y 200.000 espectadores. Reúne a los jóvenes periodistas más destacados del momento como Ramón Álvarez de Mon, Miguel Quintana, Andrés Onrubia, Mario Cortegana, Albert Fernández y Mateo Sánchez. 
Desde agosto de 2021 compagina su trabajo en Gol, con la presentación del programa Marcador europeo en Radio Marca. En el primer EGM, los datos acompañan al espacio con un crecimiento del 54%. Se emite de martes a jueves en las semanas de competición europea.
En junio de 2024 abandona GOL al ser nombrado director de Contenidos de Radio Marca y presenta el nuevo programa nocturno Buenas noches, buenos goles a las 23h, tomando como título su primer libro, publicado en 2023.  
En agosto de 2025 abandona Radio Marca tras ser nombrado director de Teledeporte.

## Libros
- 2023. Buenas noches, buenos goles. [4]